# Kerekvár (Eszteregnye)
Kerekvár Eszteregnye és Obornak között, Eszteregnye határában egy dombvégződés erdős részén található egykori kisméretű, két külső sánccal övezett fa lakótorony, egykori kisvár maradványa.

## Története
A vár a 12.-13. században épített kisvárak egyike volt, melyekkel a az ország jelentősebb földbirtokosai területeiket védték. A váracska katonai jelentősége nem volt számottevő, mivel csak néhány ember befogadására volt alkalmas, de a rablótámadásoktól a vár lakóit azért képes volt megvédeni. Mivel az ilyen kisvárak a nagyobb létszámú támadókkal szemben védhetetlenek voltak, a tatárjárás után a nagyobb birtokosok ezeknél nagyobb, a kor követelményeinek megfelelő erődítményeket építettek.
A Kerekvár, így a többi Árpád-kori kisvár nagyrésze is, egy kisebb átmérőjű sánccal és árokkal körülvett dombocskán állt, kihasználva a természet adta védelmet is. Belsejében egy fatorony állhatott. Építtetője valószínűleg a III. István által behívott, német eredetű Hahót-Buzád nemzetségből származott Jakab mester lehetett.